# ان‌جی‌سی ۱۴۳۳
ان‌جی‌سی ۱۴۳۳ (انگلیسی: NGC 1433) نام یک کهکشان مارپیچی میله‌ای در صورت فلکی ساعت است.

## نگارخانه

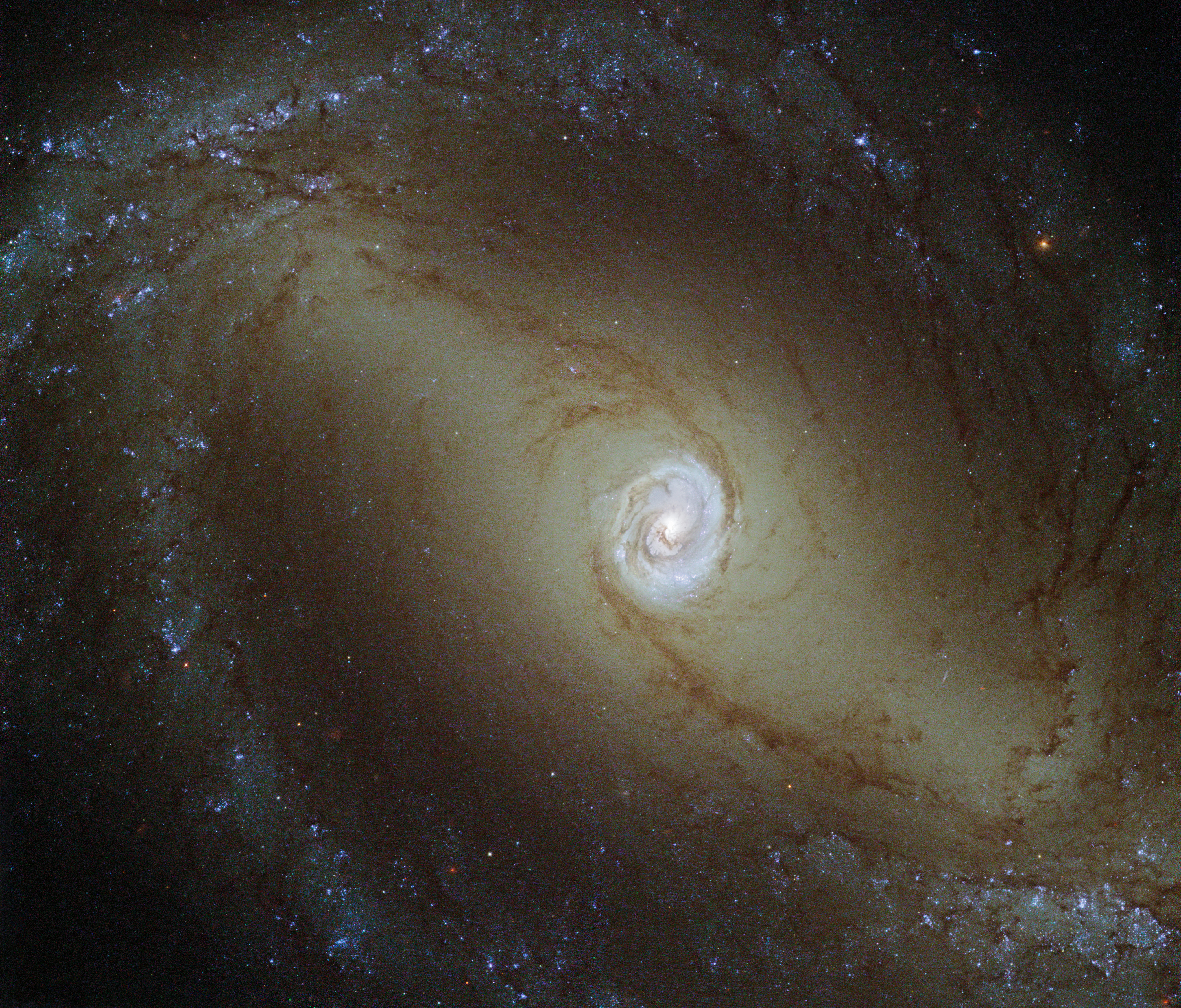
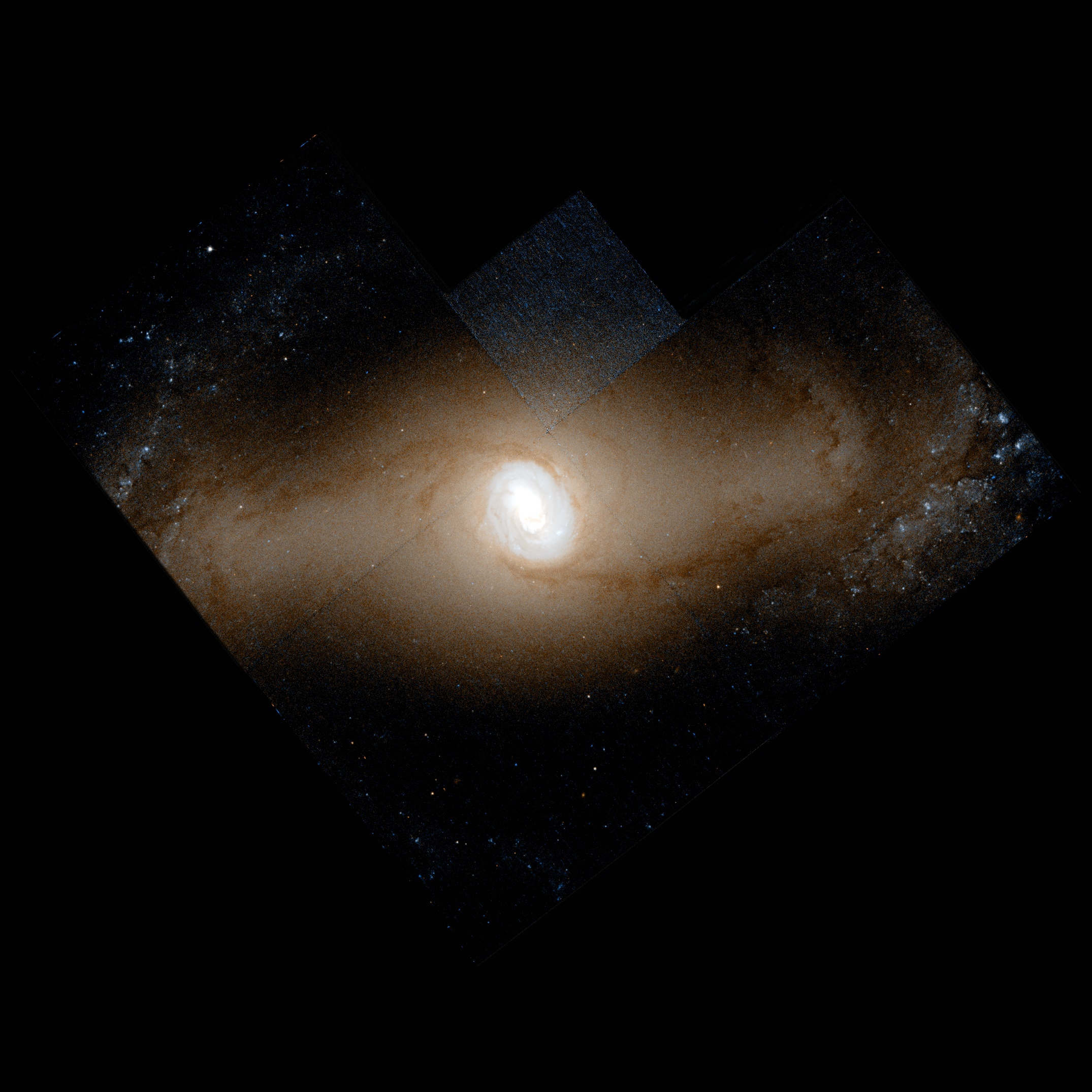